# M. H. Maxy

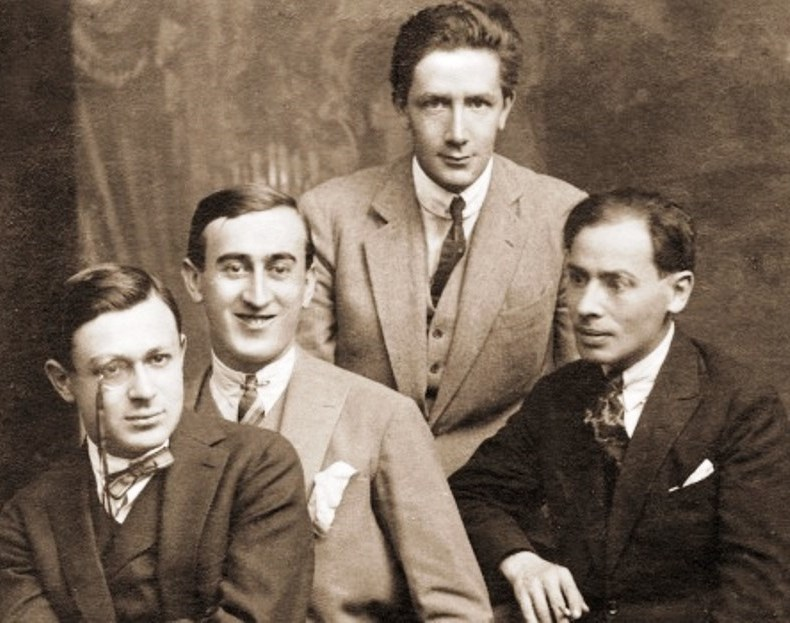
Von links: Tristan Tzara mit M. H. Maxy, Ion Vinea & Jacques G. Costin

M. H. Maxy (eigentlich Max Herman; * 26. Oktober 1895 in Brăila/Rumänien; † 19. Juli 1971 in Bukarest) war ein rumänischer Maler und Universitätsprofessor deutsch-jüdischer Abstammung. Er gilt als einer der führenden Vertreter avantgardistischer Kunst aus Rumänien in der ersten Hälfte des 20. Jahrhunderts.

## Leben
Maxy studierte von 1913 bis 1916 in Bukarest bei Camil Ressu, Iosif Iser und Frederic Storck. Er nahm am Ersten Weltkrieg teil und widmete sich zunächst in den folgenden Jahren in seinen Werken dem Thema Krieg. Zwischen 1922 und 1923 studierte er in Berlin bei Arthur Segal und wurde Mitglied der Novembergruppe, stellte unter anderem zusammen mit Paul Klee und Louis Marcoussis aus. Zu dieser Zeit gelten seine Werke als spät-kubistisch mit fließenden Übergängen zu abstrakter Kunst.
Nach seiner Rückkehr nach Rumänien wurde er einer der führenden Vertreter avantgardistischer Kunst. Er arbeitete an den führenden rumänischen Avantgarde-Zeitschriften Contimporanul, Punct, 75 HP und Unu mit. Die Zeitschrift Integral wurde von ihm 1925 gegründet, illustriert und bis 1928 mit herausgegeben. Hier veröffentlichten unter anderem Ilarie Voronca, Benjamin Fondane, Filip Brunea-Fox, Stephan Roll, Ion Călugăru, Tristan Tzara und  Filippo Tommaso Marinetti. Insbesondere im Zusammenhang mit der Künstlergruppe Contimporanul hatte er in den 1920er und 1930er Jahren Ausstellungen mit Marcel Janco, Victor Brauner und Corneliu Michailescu.
Daneben illustriert er auch Bücher, beispielsweise von Sașa Pană und Ilarie Voronca.
1939 beginnt er als Bühnenbildner am Jüdischen Theater Baraşeum in Bukarest. 1941 wird er dessen Ko-Direktor. In der nun folgenden Zeit der Judenverfolgung in Rumänien arbeitet er als Dozent an der Jüdischen Kunstschule. Nach dem Krieg organisiert er die Ausstellung Arbeit und Kunst. 1949 wird er Direktor des Kunstmuseums Rumänien und Professor des Instituts für Schöne Künste „Nicolae Grigorescu“, wo er bis 1951 lehrt.
Während das Frühwerk von Maxys Schaffen noch von der Strömung des  Konstruktivismus geprägt ist, werden später zunehmend Einflüsse einer gemäßigten Moderne sichtbar. In seinem Spätwerk macht er thematische und stilistische Konzessionen an den Sozialistischen Realismus, das Kunstkonzept des kommunistischen Regimes in Rumänien.